# Heinrich Rauchberg
Heinrich Rauchberg (12. dubna 1860 Vídeň – 29. září 1938 Praha) byl německý právník, statistik a demograf, rektor Německé univerzity v Praze a profesor statistiky a správního práva na její právnické fakultě. Věnoval se také mezinárodnímu právu.

## Život a působení
Vystudoval práva na Vídeňské univerzitě, kde roku 1883 získal titul doktora práv a v roce 1891 se v oboru statistiky habilitoval. V mezidobí působil v rakouské ústřední statistické komisi, podílel se např. na zpracování výsledků sčítání lidu v roce 1890. Vědecky se zabýval kromě statistiky také demografií, zejména národnostními menšinami v Rakousku-Uhersku. Ačkoli byl židovského původu, stranil tehdy do značné míry německy mluvící části monarchie, za což byly jeho vědecké práce ze strany představitelů neněmeckých národů často kritizovány.
Později přešel do Prahy, na zdejší německé univerzitě byl v roce 1896 jmenován profesorem statistiky a správního práva. Národnostní poměry v Čechách byly pro jeho demografickou a statistickou práci velmi podnětné, opět ale projevoval poměrně neobjektivní proněmecký postoj. Přesto kritizoval tehdy používanou metodu zjišťování národnosti, která nespočívala ve svobodném přihlášení se jedince k určité národnosti, ale v tom, jakou řeč v běžném styku používal (tzv. obcovací řeč). Postupně tak zaujal kompromisní stanovisko. Na německé právnické fakultě byl několik funkčních období děkanem a v letech 1911–1912 celou německou univerzitu jako rektor vedl. Po rozpadu monarchie a vzniku Československa se začal více zajímat o mezinárodní právo, především o tehdy vzniklou mezinárodní organizaci Společnost národů. Pracoval také v Sociálním ústavu nebo ve Statistické radě státní, která mj. zajišťovala československé sčítání lidu a kde opět prosazoval subjektivní metodu, tedy možnost svobodně si zvolit svoji národnost.